# Energiefabrik Knappenrode

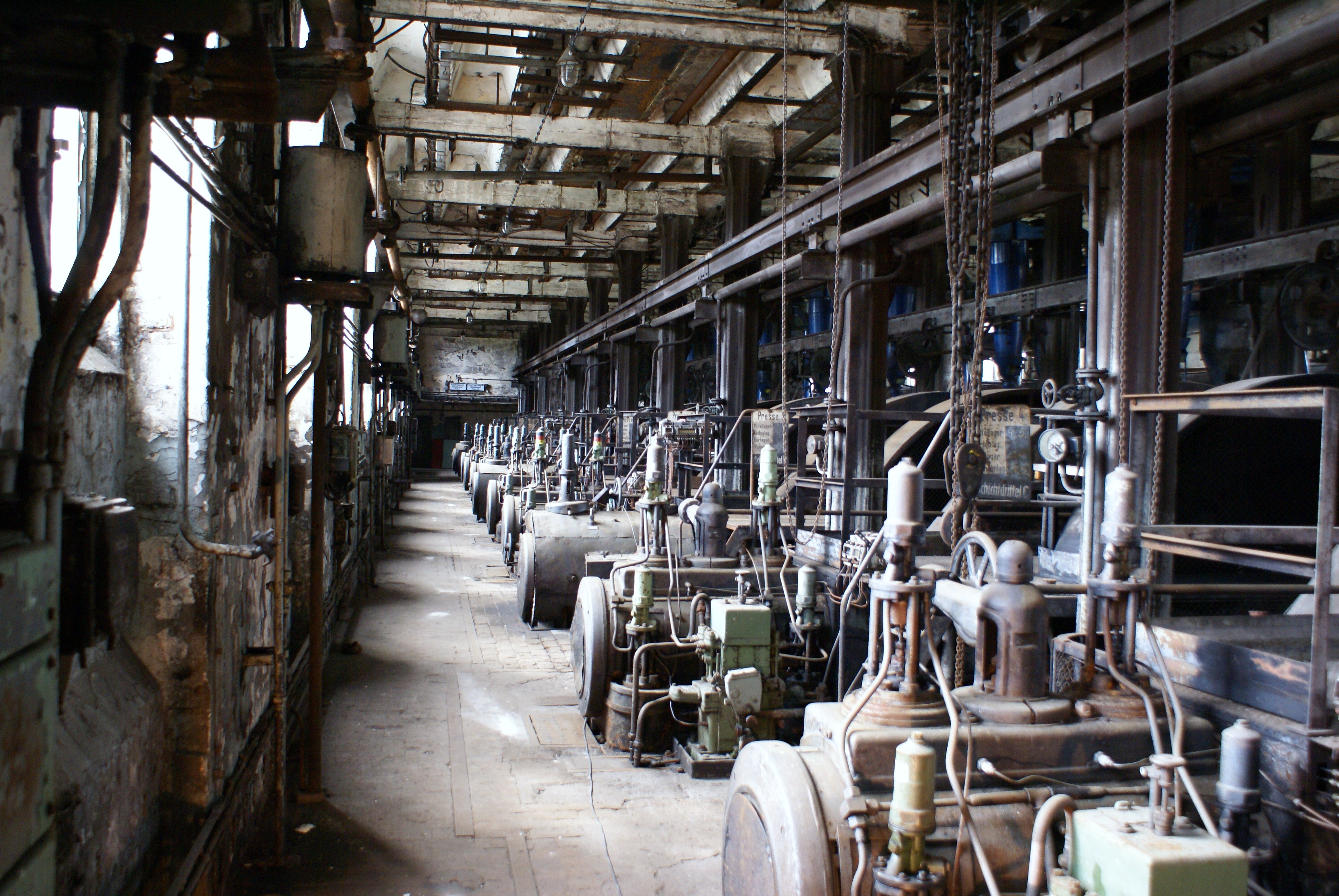

Energiefabrik Knappenrode (Энергетическая фабрика «Кнаппенроде») — бывшая фабрика по производству брикетов из сырого лигнита, с 1994 года — музей добычи бурого угля в Верхней Лужице. Объект культуры и истории федеральной земли Саксония (№ 09306420).
Включает в себя территорию бывшего производства фабрики «Energiefabrik Knappenrode», которая действовала в административных границах сельского населённого пункта Кнаппенроде, являющегося одним из городских районов Хойерсверды, район Баутцен, федеральная земля Саксония, Германия. Находится на улице Ernst-Thälmann-Straße, 8.
Один из четырёх филиалов Саксонского индустриального музея (Sächsische Industriemuseum) наряду с Индустриальным музеем «Хемниц», Tuchfabrik Gebr. Pfau и Zinngrube Ehrenfriedersdorf. Один из музеев Европейского маршрута промышленной культуры.

## История
В 1910 году компания «Eintracht Braunkohlenwerke und Briketfabriken AG» купила земельные участки западнее населённого пункта Лоза для разработки месторождения бурого угля. В 1913 году начались строительные работы по строительству брикетной фабрики, железнодорожной станции и рабочего посёлка.
Строительство фабрики началось в 1914 году и закончилось в 1918 году. В первые годы строительства фабрика называлась как «Eintracht Werke». После смерти в 1914 году её первого директора Йозефа Вермингхофа (Joseph Werminghoff) стала называться его именем «Brikettfabrik Werminghoff». Его же именем был назван посёлок Вермингхоф (Werminghoff) для рабочих фабрики, основанный в 1914 году (с 1950 года — Кнаппенроде).
В 1918 году началось полное функционирование фабрики. Производство брикетов осуществлялось электрическими и паровыми двигателями. Для снабжения сушилок паром и электроэнергией фабрика имела собственную электростанцию. В 1993 году фабрика прекратила свою производственную деятельность. За 75 лет существования фабрики было произведено 67 миллионов тонн брикетов. После закрытия фабрики были сохранены кирпичная архитектура производственных помещений и оборудование с бесшовной технологией парового брикетирования.
18 июня 1994 года на территории бывшей фабрики был основан Лужицкий музей добычи полезных ископаемых «Кнаппенроде» (Lausitzer Bergbaumuseum Knappenrode), позднее переименованный в музей «Energiefabrik Knappenrode». Кроме производственных площадей (фабрика и электрострация), различных административных и хозяйственных зданий в музей также входят ландшафтная территория площадью около 25 гектаров, железнодорожные пути участка Кнаппенроде — Зайсхольц, выставочные помещения и различные образцы горнодобывающей и железнодорожной техники.
С 2005 года музей входит в Европейский маршрут промышленной культуры.
На музейной ландшафтной территории обитает колония серых цапель, которая кормится на болотах близлежащего заповедника Дубрингер-Мор.